# Učak
Učak – wieś w Słowenii, w gminie Lukovica. W 2018 roku liczyła 40 mieszkańców.